# Type 1 (metralhadora)
A metralhadora pesada Type 1 (em japonês:  一式重機関銃, transl. Ichi-shiki jū-kikanjū) foi uma metralhadora pesada usada pelo Exército Imperial Japonês durante os estágios posteriores da Segunda Guerra Mundial. Embora aparentemente destinada a substituir a metralhadora pesada Type 92 mais antiga, a arma nunca passou pelo mesmo nível de produção em massa que sua antecessora devido à escassez de materiais ou ao fato de que a metralhadora pesada Type 92 foi considerada aceitável.

## Descrição
A Type 1 é essencialmente uma versão menor e mais leve da metralhadora pesada Type 92. Emprega os mesmos princípios de operação, simplesmente com componentes reduzidos. O cano foi projetado para ser alterado rapidamente no campo para evitar superaquecimento, como resultado, os anéis de resfriamento do cano foram reduzidos em tamanho e a manga do cano foi eliminada inteiramente. Era alimentada por fita em tira de bronze de 30 tiros. A taxa geral de incêndio foi maior que a da metralhadora pesada Type 92. Como modelos de metralhadoras pesadas japonesas anteriores, a Type 1 era alimentada por fita em tira de 30 tiros. Era montada da mesma maneira que as metralhadoras japonesas anteriores e emitidas para empresas de metralhadoras no nível do batalhão.